# 甲府競馬場
甲府競馬場（こうふけいばじょう）は、かつて山梨県中巨摩郡玉幡村（現在の山梨県甲斐市）にあった地方競馬の競馬場である。

## 概要
中巨摩郡畜産組合の管轄のもと1928年（昭和3年）に開設。11月26日より3日間開催されたのが始まりである。
その後1933年（昭和8年）より運営が山梨県競馬会に移管され、1937年（昭和12年）まで年2回開催されたが経営がおぼつかなく、1938年（昭和13年）に日本精神修養研究会が山梨飛行場（玉幡飛行場）の拡張を目的に競馬場の用地を買収。施設は取り壊されるなどしたため、競馬の開催は実質上不可能となる。
太平洋戦争終結後の1946年（昭和21年）12月2日に地方競馬法が公布され、玉幡競馬場（たまはたけいばじょう）として施行許可を受けた。しかし競馬場があった場所に甲府空襲で校舎が焼失した山梨県立農林学校（その後山梨県立農林高等学校に改称）が移転してきた為開催されることなくそのまま廃止となった。
現在跡地は山梨県立農林高等学校および警察学校の校舎や釜無工業団地の建物があり、面影は全くない。

## 施設
- 一周1000m、右回りダートコース。
- 木造スタンドおよび投票所